# Felix (Kinderbuch-Serie)
Felix ist der Titel einer Kinderbuch-Serie, die von Annette Langen geschrieben und von Constanza Droop illustriert wurde. Sie erschien im Coppenrath Verlag Münster und feierte im Frühjahr 2014 20-jähriges Jubiläum. Zusätzlich zur Buchreihe sind zwei Filme, eine Zeichentrickserie und ein Musical produziert worden.

## Inhalt
Die Serie handelt vom kleinen Stoffhasen Felix, der seiner Besitzerin, dem Mädchen Sophie, verloren geht. Sie ist über seinen Verlust sehr traurig. Eines Tages liegt jedoch ein Brief von Felix in ihrem Briefkasten. Es folgen weitere, wobei jeder von einem anderen Ort, den Felix in seiner weiteren Reise besucht hat, stammt. In jedem Buch der Serie kommen Briefe aus anderen Orten an, so versendet Felix beispielsweise im Buch Neue Briefe von Felix Briefe aus der Vergangenheit.

## Entwicklung und Besonderheiten
Felix, der reiselustige Hase, und seine Freundin Sophie wurden bereits 1994 von der Kinderbuchautorin Annette Langen und der Illustratorin Constanza Droop entworfen. Inzwischen sind neben den acht Bilderbüchern auch Kreativ- und Sachbücher herausgegeben worden.
Ein fester Bestandteil der Bücher sind die humorvollen und informativen Briefe, die Felix von seinen Reisen an Sophie schreibt. Die Nachrichten in krakeliger Schrift werden samt echtem Briefumschlag in jedes Buch geheftet und enthalten immer eine kleine Überraschung. Außerdem erfahren die Leser nebenbei etwas über den jeweiligen Aufenthaltsort des Hasen, beispielsweise über die Kultur, die Sprache und die Geschichte des Landes.

## Verkaufszahlen und internationaler Erfolg
Die Bücher wurden bisher über 7 Millionen Mal verkauft, in 29 Sprachen übersetzt und sind in 20 Ländern erschienen, darunter Frankreich, Israel, Italien, Norwegen, Polen, Bulgarien, Kroatien, Lettland, Japan, Korea und den USA. Der Erfolg der Kinderbuchreihe ist vor allem im pazifischen Raum außergewöhnlich, da das Interesse an moderner, deutscher Literatur in diesen Ländern in der Regel eher gering ist. In Israel schaffte es Briefe von Felix als erstes deutsches Buch der Nachkriegszeit in die Bestsellerliste.
Bereits im Frühjahr 2002 trat Felix als Serienheld in der Serie Briefe von Felix im KIKA und ZDF auf. 2005 erschien der Film Felix – Ein Hase auf Weltreise, der über 1,4 Millionen Fans in die Kinos strömen ließ. Im Februar 2006 folgte schließlich „Felix 2 – Der Hase und die verflixte Zeitmaschine“. Außerdem besuchten von 2008 bis 2011 rund 100.000 Fans die deutschlandweite Bühnenshow „Felix – Das Musical“.
Anfang August 2013 wurde Felix in Caldonazzo (Italien) zum offiziellen Botschafter der weltweit 545 SOS-Kinderdörfer ernannt.

## Felix-Club und weitere Produkte
Im Oktober 2001 wurde der „Felix-Club“ gegründet, dem inzwischen rund 9.000 Fans angehören. Mitglieder erhalten regelmäßig Post von Felix, bekommen kleine Überraschungen und werden über die Kultur und die Bräuche der Länder informiert, in die Felix in der Zwischenzeit gereist ist.
Neben den Büchern von Annette Langen und Constanza Droop bietet der Coppenrath Verlag in seiner Edition „Die Spiegelburg“ weitere Produkte an. So ist Felix u. a. als Plüsch-Hase erhältlich, aber auch Felix-Koffer, Rucksäcke und Reiseaccessoires werden erfolgreich verkauft.
Darüber hinaus erweitern viele namhafte Lizenznehmer ihre eigene Produktreihe mit Artikeln rund um Felix. So sind im Handel unter anderem Felix-Decken (Biederlack), Felix-Bettwäsche (Bierbaum), Felix-Fahrrad-Accessoires (Bike Fashion), Felix-Bioschokolade (EcoFinia), Felix-Porzellan (Kahla), Felix-Kinderbrillen (Nussbaumer), Felix-Schuhe (Pölking), Felix-Kindertee (Teekanne), Felix-Hörbücher (Universal Music) und Felix-Fruchtaufstriche (Toms Küche) erhältlich.

## Erschienen (Auswahl)
- Briefe von Felix
- Neue Briefe von Felix
- Abenteuerliche Briefe von Felix
- Weihnachtsbriefe von Felix
- Zirkusbriefe von Felix
- Weltbeste Briefe
- Felix bei den Kindern dieser Welt
- Mit Felix auf großer Deutschlandreise
- Felix feiert Feste in aller Welt